# Веркана
Веркана (італ. Vercana) — муніципалітет в Італії, у регіоні Ломбардія, провінція Комо.
Веркана розташована на відстані близько 540 км на північний захід від Рима, 80 км на північ від Мілана, 45 км на північний схід від Комо.

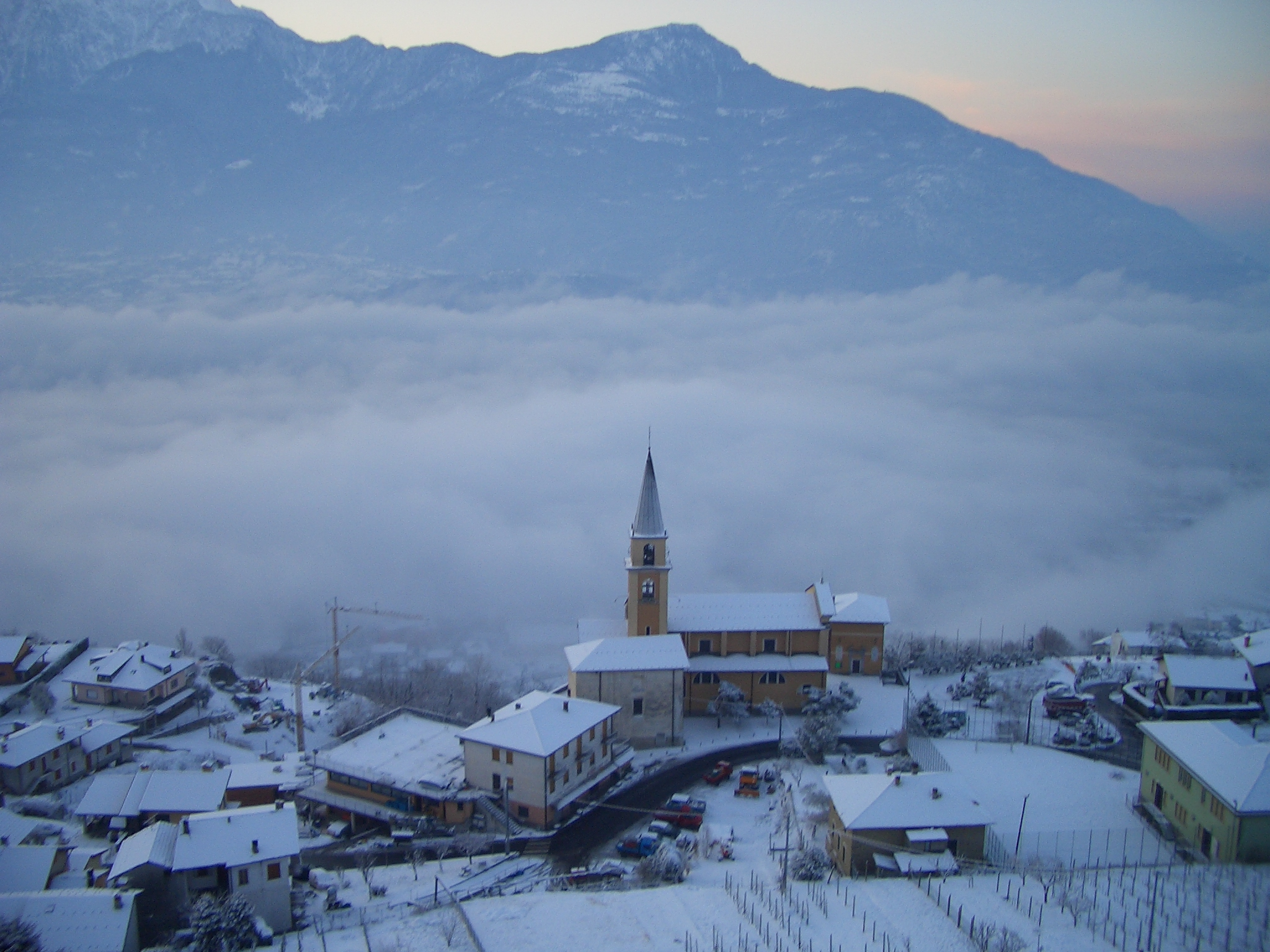

Населення — 757 осіб (2014).

## Демографія
Населення за роками:

Станом на 1 січня 2023 року в муніципалітеті офіційно проживали 23 іноземці з 11 країн, серед них 10 громадян країн Євросоюзу та 1 громадянин України.

## Сусідні муніципалітети
- Коліко
- Домазо
- Джера-Ларіо
- Ліво
- Монтемеццо
- Самолако
- Треццоне